# Zonnox
Zonnox es una integración de comunicaciones de Voz con independencia del proveedor de conexión y/o acceso. Llamadas internacionales voIP desde fijos, móviles, voIP, XMPP, Jabber, Skype.
Compañía española enfocada a la utilización de las comunicaciones por voz con tecnología VoIP pero integrando las comunicaciones desde diversas redes tales como TDM en telefonía fija y móvil.
Creada en marzo de 2011 se ha posicionado por la diferenciación de sus servicios enfocados al usuario, donde añade diferentes opciones de conexión al destino final ya sea este VoIP o un número  E164 internacional.
Uno de los factores diferenciadores está en poseer su infraestructura propia AS24830 Sistema Autónomo IP) y proporcionar a sus usuarios sistemas de marcación rápida mediante DID o números de acceso directo predefinidos por el propio usuario. De esta forma resulta fácil recordar o agregar a la agenda del terminal telefónico o aplicación móvil.